# جيرهارد ويبر
جيرهارد ويبر (بالألمانية: Gerhard Weber)‏ هو مهندس معماري ألماني، ولد في 11 يونيو 1909 في Mylau ‏ في ألمانيا، وتوفي في 17 مارس 1986 في بيرغ في ألمانيا.